# Tomasz Krzyżaniak
Tomasz Krzyżaniak (ur. 10 października 1980 w Pile) – polski perkusista rockowy i heavymetalowy. Członek Akademii Fonograficznej ZPAV. Zaczynał swoją grę na perkusji w pilskich zespołach: Puma i jego zona, a potem w metalowym Deliverance, z którym nagrał płytę „I’m the One who seeks” (album nigdy się nie ukazał). Z Deliverance supportował Acid Drinkers podczas ogólnopolskiej trasy koncertowej „Blastery Nite Tour” w 1997 r. Przez lata współpracował z różnymi wykonawcami i grupami muzycznym m.in. Stróże Poranka czy Tom Horn oraz zagrał wiele pojedynczych koncertów z takimi wykonawcami jak:  Kasia Kowalska, Budzy i Trupia Czaszka, Marek Raduli, Moskwa czy Aion. W 2001 roku dołączył do grupy Turbo, z którą  nagrał dwa albumy studyjne: wydany w 2004 Tożsamość oraz Strażnik Światła z 2009 roku - nominowany do nagrody polskiego przemysłu fonograficznego Fryderyka w kategorii album roku metal. Został zaproszony również do nagrania solowej płyty gitarzysty Turbo - Wojciech Hoffmann  „Drzewa” (2003 rok). W 2006 roku dołączył także do zespołu Armia, z którym nagrał dwie płyty studyjne: Der Prozess (album nominowany do Fryderyka w kategorii: album roku rock ) oraz płytę Freak. W sierpniu 2010 roku zaproszony przez Licę, dołączył do składu nowego zespołu Luxtorpeda, co skutkowało po niedługim czasie opuszczeniem szeregów Armii i Turbo. Od 2011 roku gra także w zespole Arka Noego. Dołączył też do składu  2Tm2,3, z którym koncertuje jako drugi perkusista (obok Beaty Polak) i z którym nagrał płytę „SVRSVM CORDA” w 2024 r. 

## Dyskografia
- Deliverance  - I’m the One who seeks (1998)
- Stróże Poranka – Stróże Poranka (2002)
- Wojciech Hoffmann – Drzewa (2003)
- Turbo – Tożsamość (2004)
- Stróże Poranka – Ze słońcem wstaje nadzieja (2005)
- Turbo - The History 1980–2005 (2006, DVD)[5]
- Arka Noego – Gadu Gadu (2008)
- Stróże Poranka – Alfa Omega (2008)
- Turbo – Strażnik Światła (2009)
- Armia – Der Prozess (2009)
- Armia – Freak (2009)
- Armia - 25-lecie Zespołu XVI Przystanek Woodstock 2010 (2010)
- Stróże Poranka – Drogi (2010)
- Arka Noego – Pan Krakers (2011)[6]